# Station Bäckebron
Station Bäckebron is een spoorwegstation aan de Frykdalsbanan in de Zweedse plaats Bäckebron.

## Treinverbindingen
| Serie | Treinsoort       | Route                                                | Bijzonderheden                                                                    |
| ----- | ---------------- | ---------------------------------------------------- | --------------------------------------------------------------------------------- |
| 74    | Stoptrein (VTAB) | Karlstad – Kil – Bäckebron – Sunne – Lysvik – Torsby | Enkele treinen tot Sunne. Stopt beperkt op de haltes Trångstad, Kolsnäs en Oleby. |